# Pomnik na placu Bohaterów Getta w Krakowie
Pomnik na placu Bohaterów Getta w Krakowie – pomnik znajdujący się na placu Bohaterów Getta w Krakowie, w dzielnicy XIII Podgórze.

## Historia
W 2005, podczas przebudowy placu Bohaterów Getta, w ramach której m.in. rozebrano i odbudowano od podstaw budynek dworca autobusowego, wybudowano pomnik składający się z 70 krzeseł, wykonany przez Piotra Lewickiego i Kazimierza Łataka.
W 2006 pomnik otrzymał wyróżnienie w konkursie European Prize for Urban Public Space, a w 2011 Gold Award w konkursie Urban Quality Award 2011.

## Opis i znaczenie
Pomnik składa się z 70 krzeseł wykonanych z brązu rozstawionych po całej powierzchni placu Bohaterów Getta. Pomysł realizacji pomnika wywodzi się z książki Tadeusza Pankiewicza Apteka w getcie krakowskim, właściciela pobliskiej apteki „Pod Orłem”. Pankiewicz opisał w niej dużą część działań Generalnego Gubernatorstwa na terenie Getta krakowskiego. Pozwolono mu na pozostanie na terenie Krakowa, za pomocą koneksji, a także płacenia sum pieniędzy władzom niemieckim. Pankiewicz wywnioskował także, że jeżeli w Getcie nie będzie apteki to zapanuje epidemia, czego służby się przestraszyły. Podczas opróżniania głównie przez Gestapo pobliskich kamienic, często wyrzucano z nich pozostałe meble oraz inne przedmioty, które następnie najczęściej rozbijały się na terenie dzisiejszego placu Bohaterów Getta. Często nie były one sprzątane i przez wiele miesięcy niszczały na bruku. Stąd wziął się pomysł realizacji pomnika, dla upamiętnienia tamtejszych wydarzeń.